# Ken Sagoes
Kenneth „Ken” Sagoes (ur. w 1967 r. w Atlancie w stanie Georgia) – amerykański aktor filmowy i telewizyjny, okazjonalnie scenarzysta. Laureat nagrody CableACE.
Najbardziej znany z roli Rolanda Kincaida, pacjenta szpitala psychiatrycznego dla nieletnich, w horrorze Chucka Russella Koszmar z ulicy Wiązów III: Wojownicy snów (1987); rolę powtórzył w sequelu – Władcy snów (1988). W latach 1987–1988 wcielał się w postać Darryla w serialu telewizyjnym What’s Happening Now!!.